# Jan Morávek (fotbalista)
Jan Morávek (* 1. listopadu 1989 Praha) je český profesionální fotbalista, který hraje na pozici středního záložníka za český klub Bohemians Praha 1905. Mezi lety 2010 a 2011 odehrál také 3 zápasy v dresu české reprezentace.

## Klubová kariéra
V mládežnických létech patřil až do 16. června 2009 Bohemians 1905. Do prvního týmu přišel v roce 2007 před sezonou, ve které klub Bohemians 1905 postoupil zpět do nejvyšší soutěže. Bylo to v červnu 2007 při rozhodujícím utkání ve 2. lize proti HFK Olomouc, ve kterém dal i gól.
Poté přestoupil do bundesligového Schalke 04, kde působil do 30. června 2010. V roce 2011 vyhrál s týmem německý fotbalový Superpohár DFL-Supercup.
Následně byl odeslán na hostování do konkurenčního klubu 1. FC Kaiserslautern. V jarní části sezóny 2011/12 hostoval v dalším německém týmu FC Augsburg, kam také po sezóně ze Schalke 04 přestoupil. Setkal se zde s Milanem Petrželou, jenž do kádru FC Augsburg přibyl po Mistrovství Evropy ve fotbale 2012. 2. února 2013 vstřelil Morávek v novém působišti svůj první gól, kterým zařídil konečnou remízu 1:1 v ligovém utkání s domácím Wolfsburgem. Morávek vyrovnal ve 25. minutě.
Morávek se ve své kariéře nevyhnul zraněním, mezi která lze řadit svalová poranění například stehenního svalu nebo zranění kolene. Stejně tak se potýkal s otřesy mozku.

## Reprezentační kariéra
Jako hráč juniorského národního týmu do 19 let reprezentoval Českou republiku na mistrovství Evropy 2008. V zápasu základní skupiny proti Itálii vstřelil dva góly. Hrál mj. na Mistrovství světa hráčů do 20 let 2009 v Egyptě, kde ČR vypadla v osmifinále s Maďarskem na penalty 3:4 (po prodloužení byl stav 2:2).
V A-týmu ČR debutoval 3. 3. 2010 proti Skotsku (porážka 0:1).